# Архікафедральний костел Пресвятого Імені Пресвятої Діви Марії (Мінськ)
Архікафедральний костел Пресвятого Імені Пресвятої Діви Марії (біл. Архікафедральны касцёл Найсвяцейшага Імя Найсвяцейшай Дзевы Марыі) — католицький кафедральний костел в стилі віленського бароко, головний католицький храм в Мінську, Білорусь. Кафедральний собор Мінсько-Могильовської архиєпархії.

## Історія

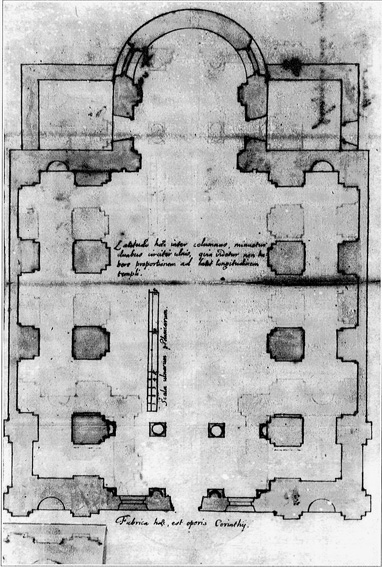
Проектний план церкви, 1697

В кінці XVII ст. на одному з мінських сеймиків було вирішено зібрати з мешканців Мінського воєводства по 10 грошей з « диму» на підтримку єзуїтського колегіуму. Єзуїти перебудували свою резиденцію в єдиний монументально-архітектурний комплекс. У 1699 р. вони звели нову школу. 24 жовтня 1700 р., суперіор єзуїтів Антоній Бжостовський освятив наріжний камінь нової святині при єзуїтському колегіумі.
Костел був зведений у 1710 р. як єзуїтська резиденція. а вежі були закінчені тільки в 1730 р. В вежах були встановлені привезені з Данцига годинник і дзвони, опісля протягом тривалого часу тривали роботи з внутрішнього оздоблення храму.
У 1773 р. Товариство Ісуса було припинило існування, і хоча на той час єдиною територією, де єзуїтський орден залишився діяти, була Російська імперія, незважаючи на те, що Мінськ відійшов до Росії, ченцям повернутися не дозволили. Зате сам храм за указом імператора Павла І від 28 квітня 1798 року. став кафедральним собором. Після 1820 р. переосвячено в ім'я Пресвятої Діви Марії. За його апсидою був зведений 3-поверховий будинок духовної консисторії, у якій також жили ксьондзи-прелати і каноніки. Пізніше, коли консисторію перевели в комплекс колишнього францисканського монастиря, тут розташувалася плебанія.
Значні роботи з відновлення храму проводилися в 1850—1854 рр. Дах костелу був накритий металевими листами і пофарбований, нове декоративне оформлення отримали фасади, заново оснащений притвор і вхід у храм. Стіни і стеля заново розписані, відновлена решітка на емпорах, значної реконструкції зазнали хори і повністю змінена декорація органу. Каплиці Св. Трійці та Св. Феліциана були розписані в техніці альфреска, повністю реконструйований вівтар.
У 1869 році Мінська єпархія була скасована і костел опинився в статусі парафіяльного. У листопаді 1917 року діяльність Мінської єпархії була відновлена, єпископом був призначений ксьондз Зигмунд Лозинський.
У 1920 році радянська

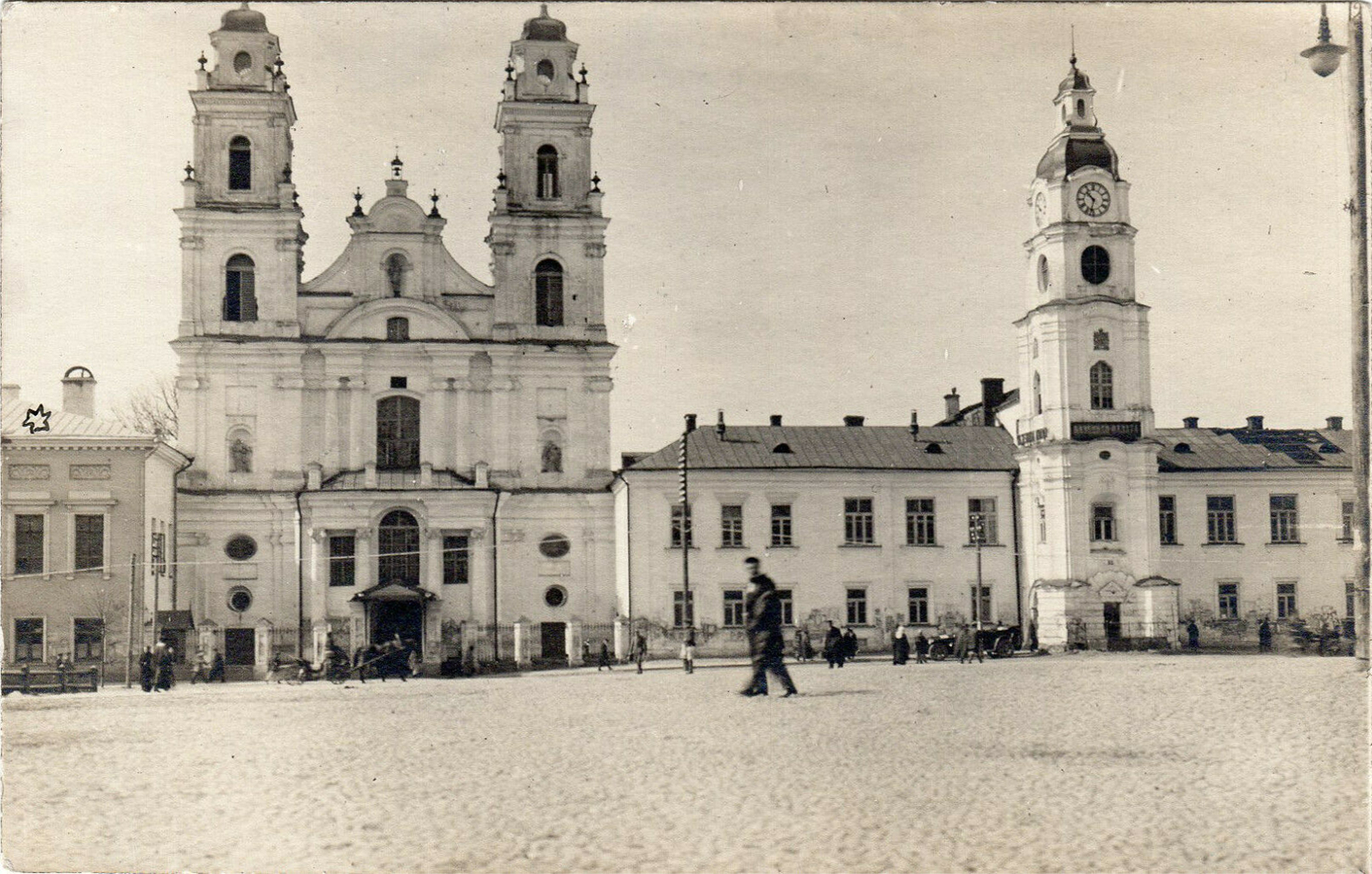
Костел і колегіум єзуїтів,1918 р.

влада заарештувала і вислала єпископа Лозинського, у 1934 році кафедральний собор був закритий. В передвоєнні роки радянська влада використовувала церкву як гараж.

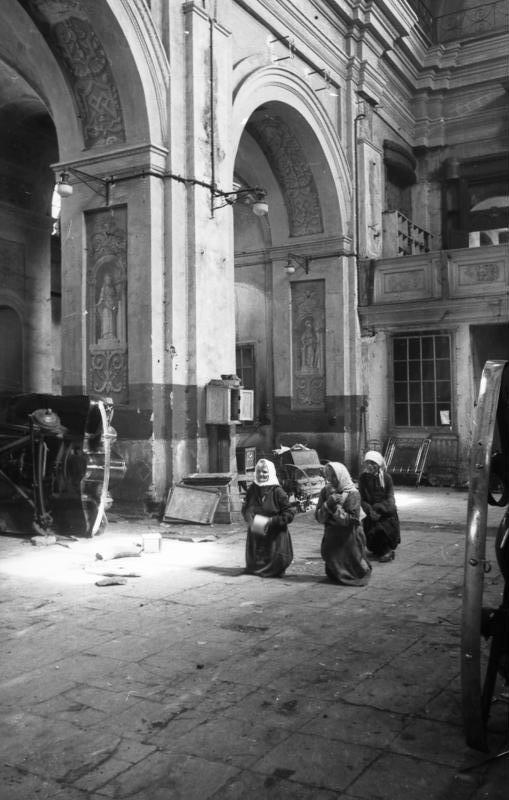
Три жінки моляться в приміщенні церкви, стоячи на колінах на підлозі серед перекинутих машин. Червень 1941 р.

Під час Другої світової війни німецька адміністрація дозволила церкві функціонувати, але в 1947 році храм знову був зачинений радянською владою. У 1951 році вежі розібрали, усунули оздоблення і перетворили церкву в спортивний комплекс товариства «Спартак». Вже у такому вигляді будинок визнали пам'яткою архітектури республіканського значення.
На початку 1990-х років на третьому поверсі колишнього костелу знову почали відбуватися богослужіння. 15 грудня 1993 року будівлю костелу передали вірянам, почалися реставраційні роботи.
21 жовтня 1997 року кафедральний костел Пресвятого Імені Пресвятої Діви Марії урочисто освячено заново.

## Архітектура

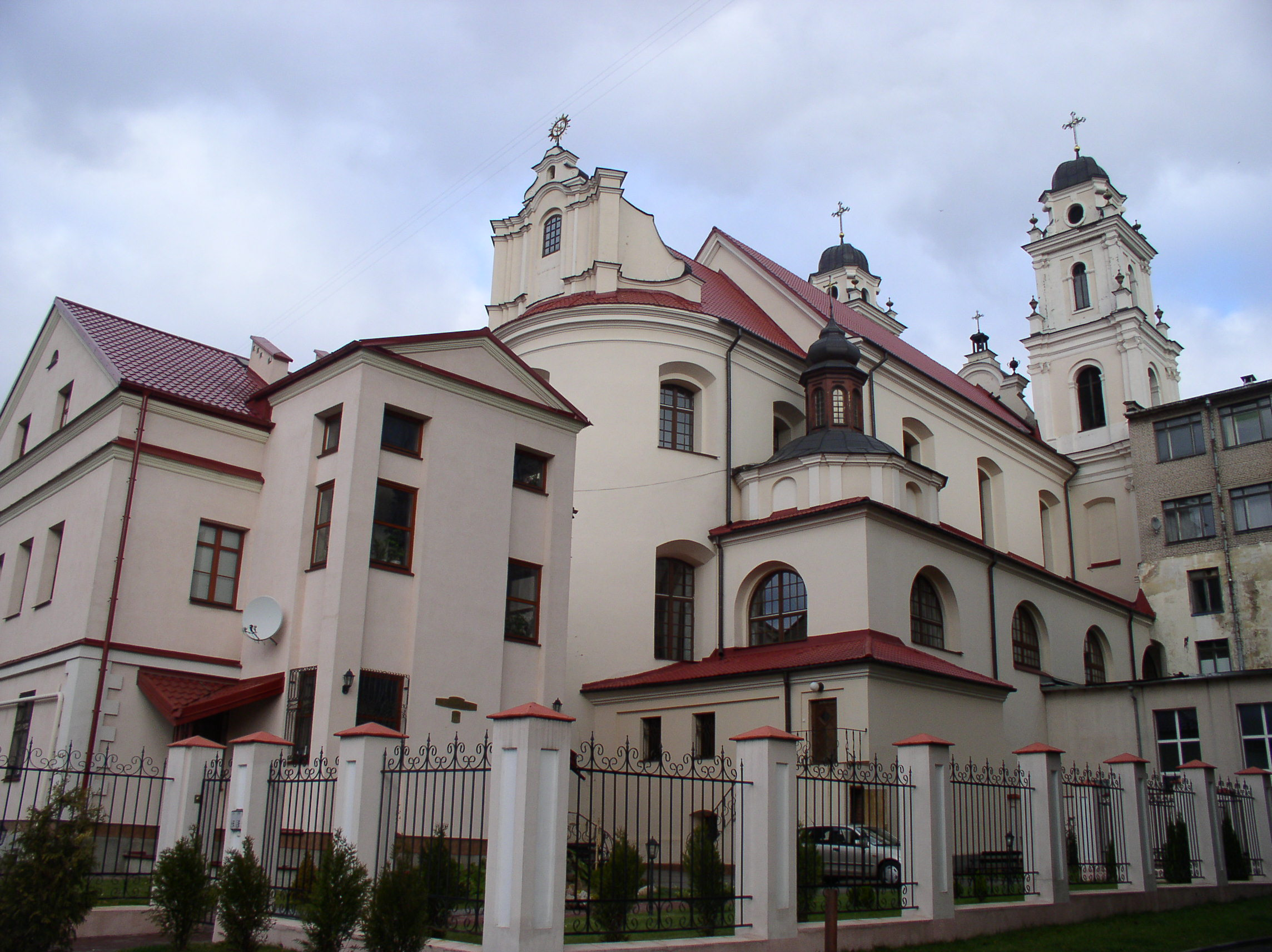
Костел з боку апсиди і плебанії

Архітектоніка мінського костелу єзуїтів, в основному повторюючи структуру попередніх кам'яних святинь міста, можливо, вперше в храмобудівництві Великого Князівства Литовського порушує стандартну стійку ідеологічно-програмову схему. Будівля церкви - це тринавна базиліка без трансепту, з виділеною, трохи вужчою і нижчою за центральну наву апсидою пресбітерію, яка має більш низький окремий дах. Динаміка композиції традиційно наростає від більш низьких обсягів вівтарної частини до двовежевої пластини головного фасаду-нартексу. Будівництво верхніх ярусів веж завершене в 1730-1732 рр. на початку становлення віленського бароко, тому їх пластика відносно стримана у порівнянні, наприклад, з більш пізніми спорудами веж Костелу Св. Франциска Ксаверія в Гродно. Однак кількість ярусів над рівнем карнизу центральної нави в мінському костелі велика: їх три і вони чітко зменшуються за розмірами, створюючи «телескопічну» структуру, в чому проявляється віяння нового стилістичного напряму. Очевидно, що в той же час створений фронтон-«діадема» над вівтарною частиною у стилі пізнього бароко.

## Інтер'єр

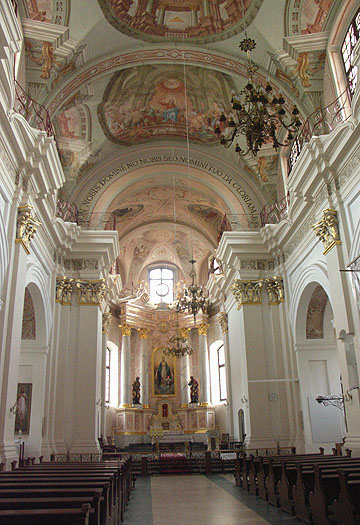
Інтер'єр

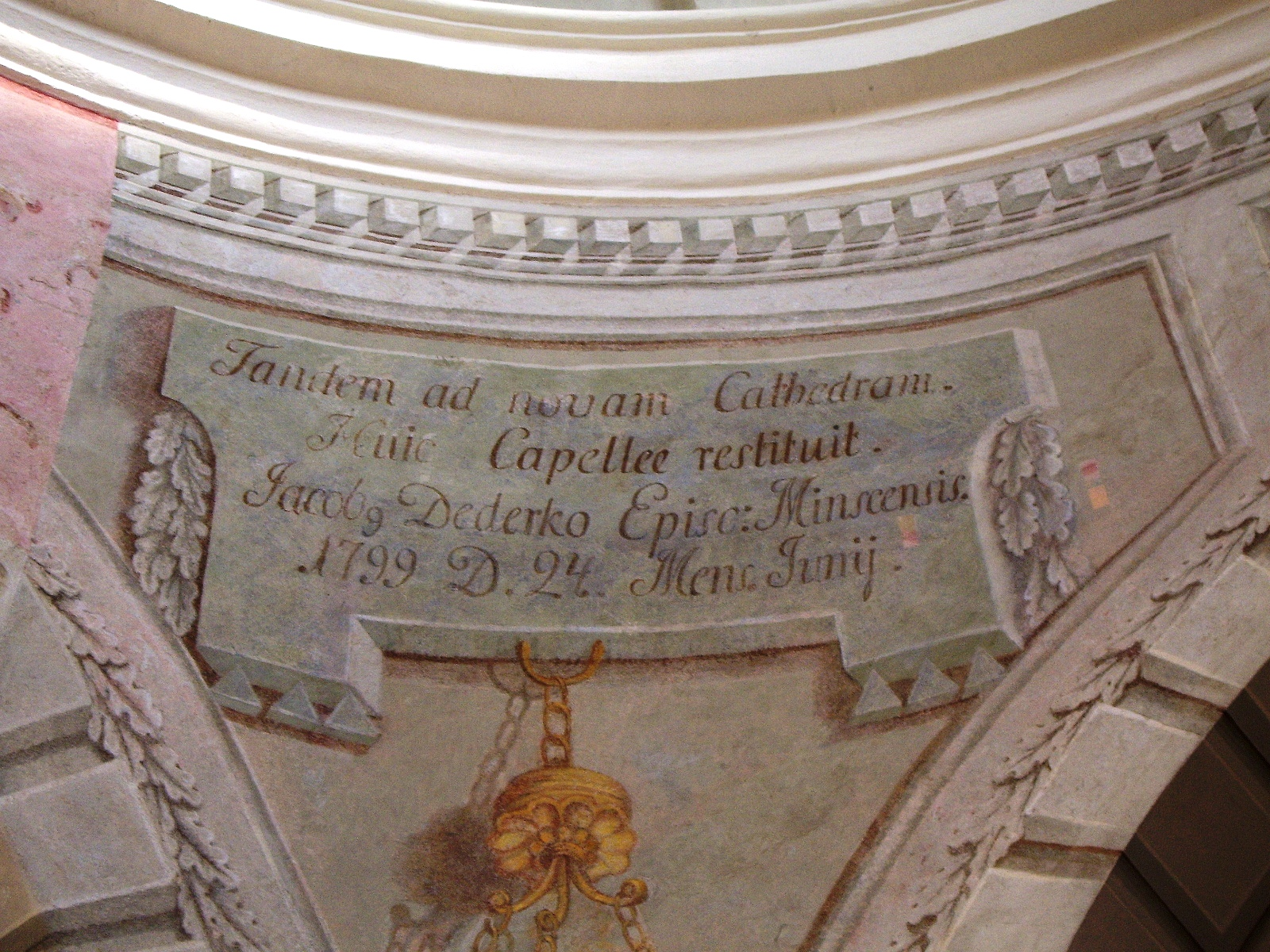
Інскрипція єпископа Якуба Дадерки в каплиці Св. Феліциана

Всередині базиліка має трипросторове членування системою опорних стовпів, міжнавових та поперечних підпружних арок, що підтримують циліндричні склепіння з розпалубками. Особливості інтер'єру святині надає незвичайний малюнок антаблемента, що обрамлює центральну наву. Його верхня карнизова тяга не строго горизонтальна (як зазвичай), а «розірвана»: лінії архітектурних профілів нібито стікають вниз і закручуються в маленькі валюти. Такий незвичайний творчий прийом надає художнього образу інтер'єру схвильованості та екстатичності. Це свідчить про високий рівень розуміння естетики бароко. Міжнавові аркади розкреповані пілястрами коринфського ордеру, які оздоблюють укріплені на консолях динамічні рухливі скульптури 12 апостолів. Фрескові розписи храму мають кілька шарів, створених у різні історичні періоди, тому існує складність їх відновлення.

## Галерея

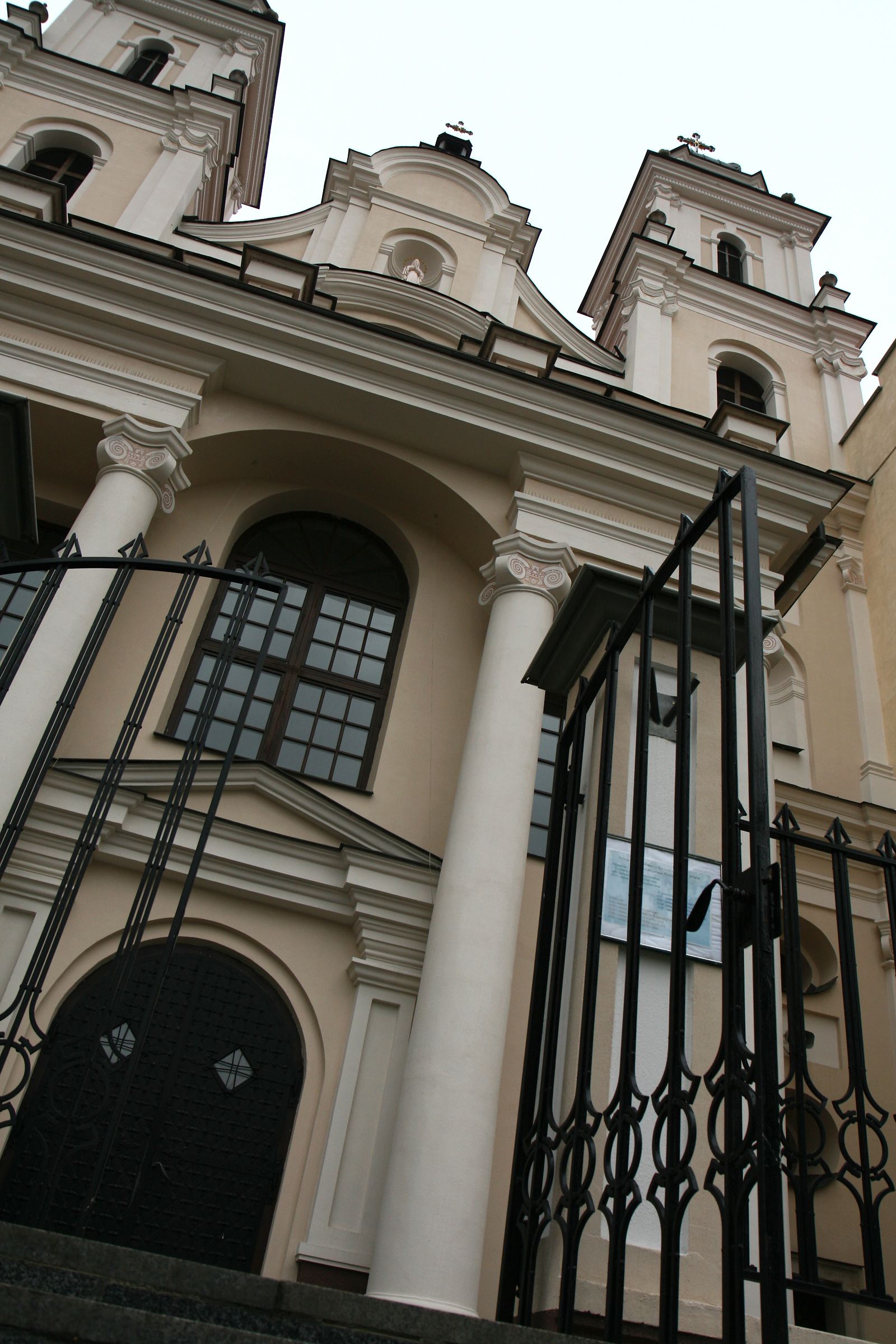
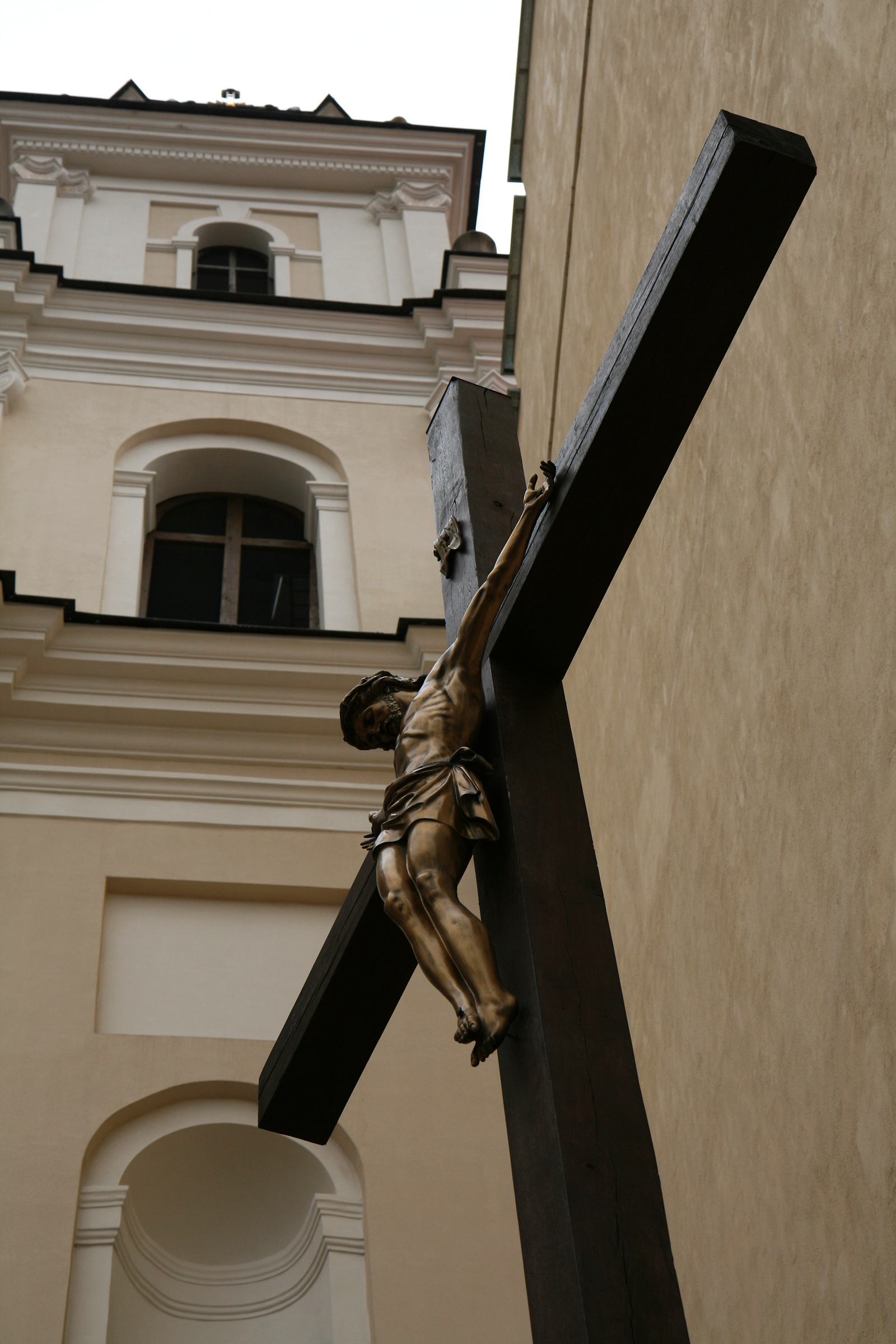
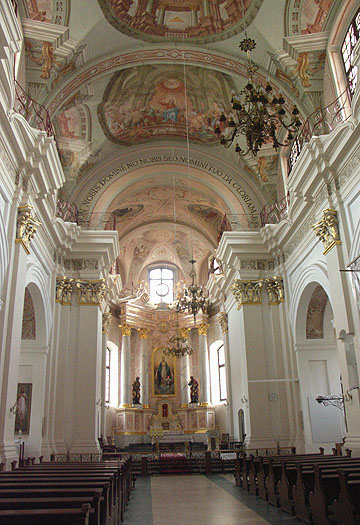
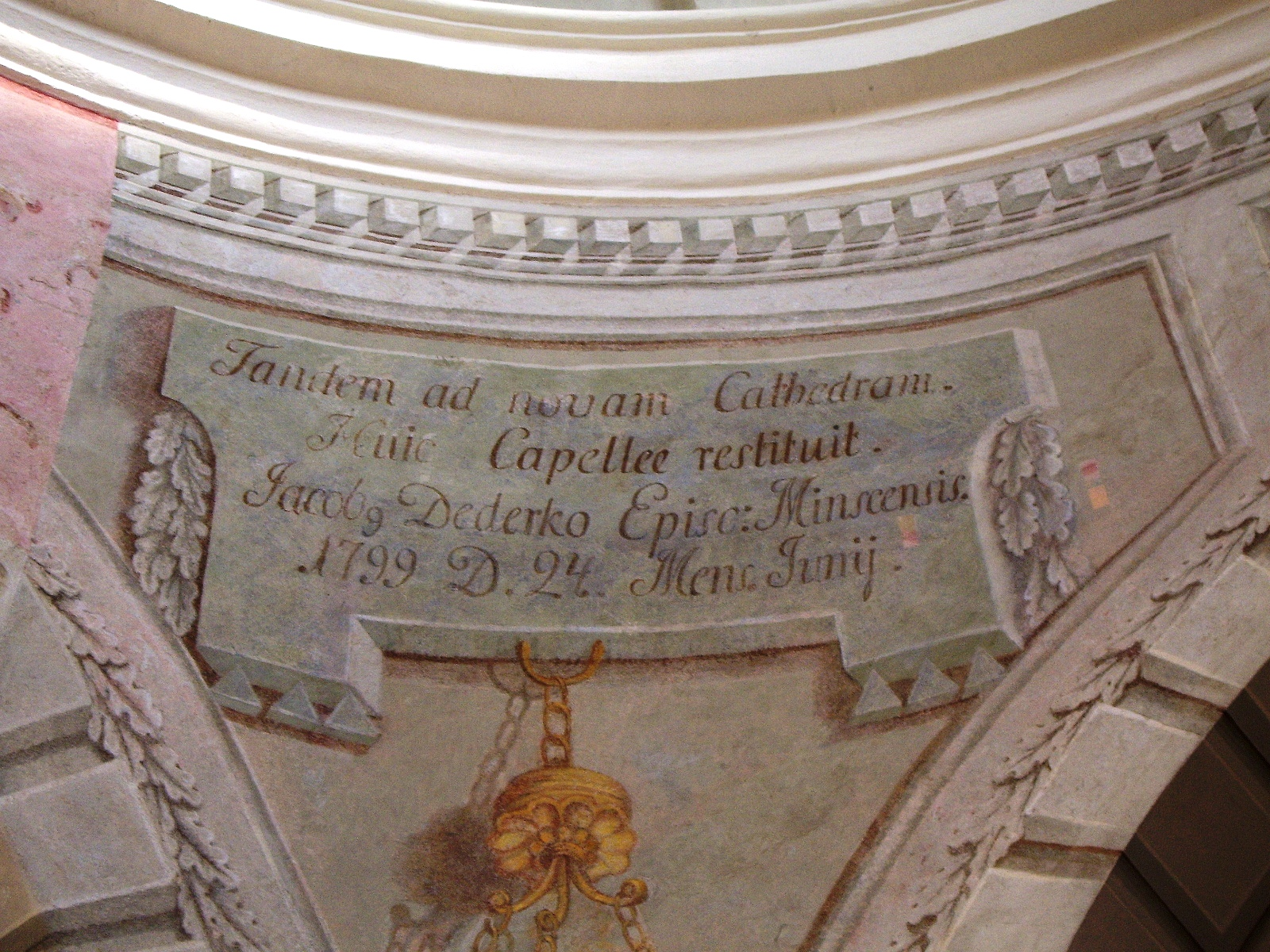
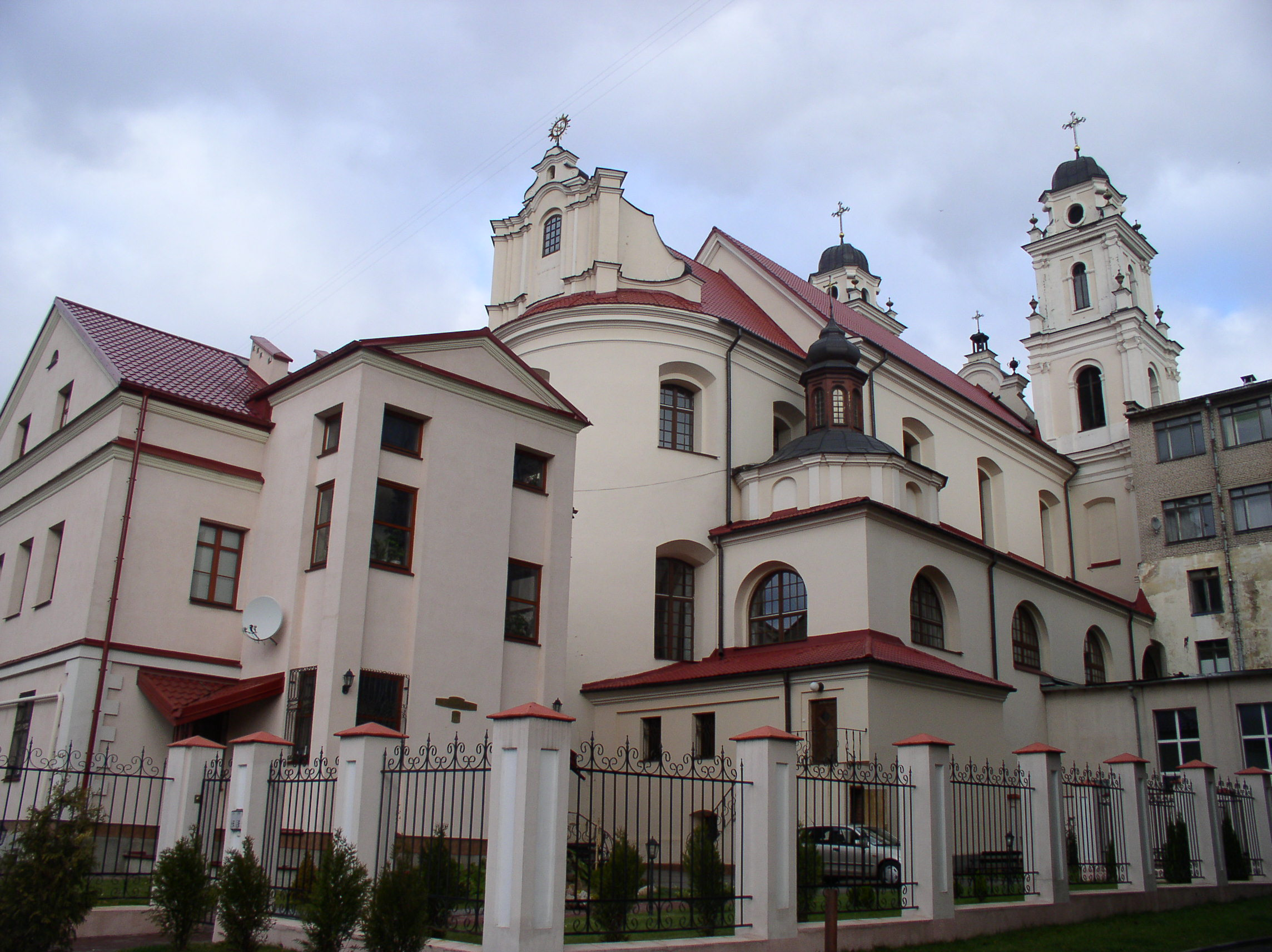
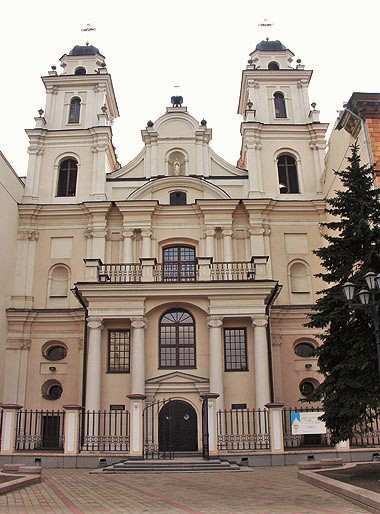
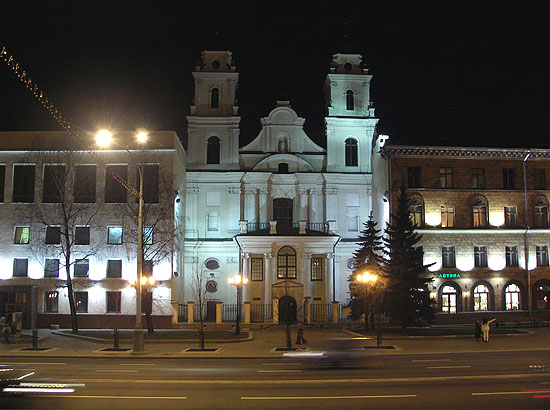
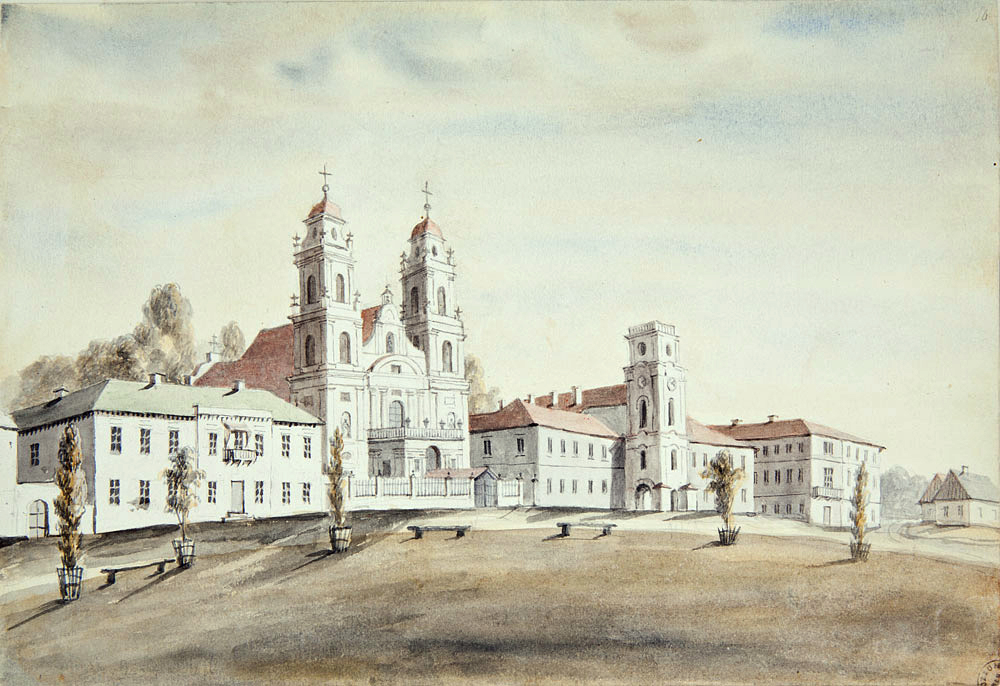